# Вечерний Киев (газета)
«Вечерний Киев» (укр. Вечірній Київ) — общественно-политическая газета города. Периодичность выхода — 4 раза в неделю.
Старейшая действующая газета Киева, «Вечерний Киев» ведёт начало от «Вечерней газеты», издававшейся со 2 января 1906 года. После издания первого номера была закрыта властями «за вредное направление». Ежедневное издание газеты было возобновлено в 1913—1917 гг. Редакция «Вечерней газеты» располагалась на улице Большой Васильковской, 61. В 1916 году в газете печатался Александр Куприн.
С 1 марта 1927 года газета «Вечерний Киев» является печатным органом Киевского городского совета. После двадцатилетнего перерыва в работе газета возобновила выход 1 июня 1951 года как орган Киевского городского комитета Коммунистической партии Украины и Киевского городского Совета народных депутатов, с 1 января 1978 года — как их ежедневная газета. В 1977 году «Вечерний Киев» награждён Орденом Трудового Красного Знамени. 27 сентября 1990 года по ходатайству трудового коллектива редакции газета была зарегистрирована Государственным Комитетом Украинской ССР по прессе (Свидетельство КП № 26) как независимое издание всереспубликанского уровня.
В декабре 2018 года стало известно, что Киевская городская государственная администрация прекратит финансирование газеты с 1 января 2019 года, вследствие чего прекратится выпуск печатной версии. Своё решение власти объяснили требованиями закона «О реформировании государственных и коммунальных печатных СМИ». При этом, газета не прекратит свою деятельность, а станет интернет-изданием.

## Язык издания
До 1 февраля 1930 года издавалась на русском языке. С момента возобновления издания 1 июня 1951 года до 1983 года и с января 1992 года по настоящий момент — только на украинском языке, в 1983—1991 годах — на русском и украинском языках.
| Год издания | Тираж на русском языке тыс. экз. | Тираж на украинском языке тыс. экз. |
| ----------- | -------------------------------- | ----------------------------------- |
| 1983        | 46                               | 185                                 |
| 1984        | 70                               | 146                                 |
| 1985        | 100                              | 110                                 |
| 1986        | 125                              | 85                                  |
| 1987        | 167                              | 78                                  |
| 1988        | 260                              | 100                                 |
| 1989        | 330                              | 130                                 |

## Разгром редакции 1958 года
В 1958 году значительная часть сотрудников редакции подверглась гонениям по национальному признаку. Скандал, который разразился вокруг корреспондента газеты «Вечерний Киев» Анатолия Альперина, вошёл в историю Киева под народным названием «маца».
Весной 1958 года один из киевских хлебозаводов испёк партию мацы — непременного атрибута еврейской Пасхи. Еврей Анатолий Альперин договорился с изготовителями о приобретении нескольких килограммов мацы для себя и своих приятелей.
Но чтобы не нести увесистую торбу с полулегальным товаром в редакцию, [Анатолий Альперин] оставил её на кратковременное хранение в соседнем мебельном магазине, где у него работали приятели. А туда неожиданно нагрянула проверка. Выяснили происхождение и назначение «ритуального хлеба», за дело взялась родная коммунистическая партия. Редакция была разгромлена, большинство сотрудников-евреев, пожелавших купить эту злополучную мацу, — безжалостно уволены. Среди них оказались первоклассные специалисты, которые затем не могли нигде устроиться на работу.Александр Анисимов

## Значение «Вечернего Киева» в культурной и общественно-политической жизни Киева
Газета «Вечерний Киев» стала одним из первых в СССР изданий, которые откликнулись на публикацию романа И. Ильфа и Е. Петрова «Двенадцать стульев».
29 января 1929 года газета «Вечерний Киев» напечатала обзорную статью О. Мандельштама «Веер герцогини», охарактеризовавшую поведение критиков как «совсем позорный и комический пример „незамечания“ значительной книги. Широчайшие слои, — негодовал Мандельштам, — сейчас буквально захлёбываются книгой молодых авторов Ильфа и Петрова, называемой „Двенадцать стульев“. Единственным откликом на этот брызжущий веселой злобой и молодостью, на этот дышащий требовательной любовью к советской стране памфлет было несколько слов, сказанных т. Бухариным на съезде профсоюзов. Бухарину книга Ильфа и Петрова для чего-то понадобилась, а рецензентам пока не нужна. Доберутся, конечно, и до неё и отбреют как следует».
В 1970-х — 1980-х годах на страницах «Вечернего Киева» публиковались ведущие писатели и журналисты столицы. В частности, автор популярных детективных произведений Владимир Кашин и выдающийся украинский поэт Максим Рыльский. (Цикл публикаций «Вечерние беседы».) В «Вечернем Киеве» также работали журналисты Александр Швец — в будущем главный редактор газет «Киевские ведомости» и «Факты и комментарии», Дмитрий Гордон — в будущем главный редактор газет «Бульвар» и «Бульвар Гордона», Владимир Мостовой — в будущем главный редактор газеты «Зеркало недели».
В 1970-е годы газета «Вечерний Киев» была едва ли не самой популярной в Украине и своими острыми, интересными, нестандартными материалами затмевала даже московские издания, не говоря уже о местных. Многие журналисты, пройдя замечательную школу «Вечёрки», стали потом лучшими «перьями» страны.Валерий Дружбинский
В годы "перестройки"  газета «Вечерний Киев» стала флагманом изменений в советском обществе. В частности, газета первой среди украинских изданий Коммунистической партии начала выступать против номенклатурных привилегий.
С 1985 по 2001 год, под руководством главного редактора Виталия Карпенко, тираж «Вечернего Киева» достиг рекордных 576 тысяч экземпляров. Немаловажная заслуга в этом принадлежит и редактору отдела политики «Вечернего Киева» Светлане Синяковой.
Поэт Иван Драч в одном из своих выступлений сказал, что «Вечерний Киев» сделал для демократизации столицы больше, чем все демократические партии, вместе взятые. На волне популярности издания в 1990 году Виталий Карпенко был избран депутатом Верховной Рады, вошёл в состав Комиссии по вопросам гласности и средств массовой информации. 19 августа 1991 года поддержал ГКЧП, однако вышел сухим из воды.
Я ушёл на редакторскую работу с удовольствием, хотя это очень напоминало отправку в горячую точку. Газету ещё не завозили в киоски, а уже приходила машина, которая доставляла свежий номер в горком, в ЦК. Там каждый материал внимательно прочитывали, подчёркивали то, что заслуживало внимания, и клали Щербицкому на стол. Он часто реагировал на наши публикации. Газета первой среди партийных изданий начала критиковать парторганизации, выступать против номенклатурных привилегий. Затрагивали мы и другие острые, волнующие всех проблемы.Виталий Карпенко

## Резонансные публикации

### Матч Смерти
Впервые о расстрелянных киевских динамовцах сообщили «Известия» ещё 16 ноября 1943 года. Военный корреспондент газеты из Киева написал: «Это были игроки футбольной команды киевского „Динамо“, которые долгое время скрывались от немцев. Надо было жить, спасаться от голода. Они устроились работать на киевский хлебозавод. Их обнаружили немцы, загнали в подвалы гестапо. Всех юношей расстреляли».
Через 15 лет в «Вечернем Киеве» от 21 ноября 1958 года появилась статья Петра Северова «Последний поединок». И в том же году вышла книга под таким же названием. Авторы — Пётр Северов и Наум Халемский — рассказывали историю киевских динамовцев, которые остались в оккупированном городе, работали на хлебозаводе, а после того как провели матч с немецкими футболистами и победили в нём, были расстреляны.
Впервые название «матч смерти» употребил Лев Кассиль в газете «Известия» за 1943. Однако выходные данные газеты не сообщаются. Из опубликованных материалов в 1943 года о футбольном сезоне 1942 года в Киеве к настоящему времени известно: «Известия», № 270, 16 ноября 1943 г., стр. 2, «Так было в Киеве», спец. военный корреспондент Е. Кригер; «Київська правда», 17 листопада 1943 р., стор. 3, «У Сирецькому концлагері», упоминаний названия «матч смерти» нет.
Впервые выражение «матч смерти» появилось в киевской газете «Сталинское племя», № 164, 24 августа 1946, стр. 3. В ней напечатана киноповесть «Матч смерти» в десяти номерах, автор — Александр Борщаговский. В последнем номере редакция просит читателей прислать свои отзывы о киносценарии, написанном для «Мосфильма». Позже Борщаговский написал книгу «Тревожные облака».
Со временем история обрастала художественными подробностями. В 1957 году в издательстве «Физкультура и спорт» вышла повесть Петра Северова в соавторстве с Наумом Халемским. В книге соперниками киевлян по матчу названа команда немецких ВВС — люфтваффе. Эта версия получила дальнейшее развитие, и в 1963—1964 годах на киностудии «Мосфильм» был снят и вышел на экраны художественный фильм «Третий тайм» об игре футболистов киевского «Динамо» с немецкой командой люфтваффе.

### Массовые захоронения в Быковнянском лесу
В 1988 году газета «Вечерний Киев» первой рассказала свою версию о массовых захоронениях в Быковнянском лесу под Киевом, которые долгое время приписывались только фашистским карателям. Журналисты «Вечернего Киева» Александр Швец в статье «Тайна Дарницкой трагедии» и Юрий Прилюк в статье «Разве только Быковня?» одними из первых в СССР написали о том, что это было ещё и массовое захоронение жертв НКВД.

### Судебный процесс 1996 года
В 1996 году состоялся громкий судебный процесс против газеты, инициированный тогдашним министром обороны Украины, генералом Валерием Шмаровым.
В номере от 8 февраля 1996 года Виталий Карпенко поместил статью «Государственный переворот», содержание которой однозначно указывает на то, что министр обороны Украины Валерий Шмаров вместе с группой заговорщиков посягнул на государственный строй страны, совершил действия, направленные на ликвидацию Вооружённых сил и самого государства. Вслед за этой публикацией в газете появился ряд статей оппозиционно настроенных генералов и старших офицеров, которые привели конкретные примеры сознательного уничтожения национальной армии.

Приведённые факты позволили украинской общественности сделать однозначный вывод о том, что под видом военной реформы в стране происходит умышленное уничтожение вооружённых сил с целью наживы на распродаже военного имущества и боевой техники. Совершенно очевидны были и главные виновники преступления.
Шмаров подал на нас в суд. Начался процесс. Было очевидно, что всё заранее запланировано и запрограммировано: Шмаров должен выиграть. На нашу доказательную базу судья не обращала внимания. У нас был единственный способ защиты, и мы его использовали — печатали стенограмму судебных заседаний. Газету быстро разбирали, все говорили об этой тяжбе. В верхах начался переполох. Судья приняла решение: иск Шмарова удовлетворить частично. То есть обязать редакцию опровергнуть приведённые в газете факты и компенсировать нанесённый министру моральный ущерб в размере 315 миллионов купонорублей. Опровержение мы так и не дали, истцу ничего не заплатили, а он и не настаивал. Сразу же после судебного процесса Шмаров подал в отставку по собственному желанию.Виталий Карпенко

### Стройка на территории Октябрьской (Александровской) больницы
22 декабря 2007 года газета опубликовала статью «Чума», в которой излагались факты. Строительная компания «Житлобуд», которой на тот момент руководил депутата ВР Иван Куровский, собиралась возводить многоэтажный жилищно-офисный комплекс на той части территории Октябрьской (Александровской) больницы, где на протяжении XIX века хоронили жертв эпидемий чумы и сибирской язвы, умерших в больнице.
«Согласно результатам последних исследований американских учёных, — утверждал в статье профессор Вадим Березовский, 75-летний лидер защитников больницы, избитый охраной Куровского, — бактерии чумы и язвы в трупных телах сохраняются почти вечно. Если разрыть землю — киевляне в полной мере познают, что такое эпидемия чумы. Мы, как сознательные киевляне, должны сделать всё возможное, чтобы не допустить в столице средневекового мора».
Публикация вызвала широкий резонанс и в результате возникшего скандала строительство было заморожено, а затем и вовсе запрещено решением Киевского горсовета. Штаммов чумы и сибирской язвы в грунте экспертами городской санстанции найдено не было.

## Газета «Вечерний Киев» сегодня
Большое внимание журналисты издания уделяют расследованиям злоупотреблений среди городских чиновников, экологическим проблемам, незаконным застройкам.
Благодаря усилиям журналистов «Вечернего Киева» удалось прекратить ряд незаконных застроек, убрать с городских улиц ряд незаконно установленных малых архитектурных форм (МАФ). За серию публикаций о варварской застройке столицы по итогам 2007 года «Вечерний Киев» был награждён «Золотым пером» за лучшие журналистские расследования в сфере незаконных застроек и злоупотребления чиновниками властью.
Кроме того, газета «Вечерний Киев» стала медиа-партнером Чемпионата Европы Евро-2012, финальная часть которого прошла с 8 июня по 1 июля на Украине и в Польше, а финальный матч — в Киеве.